# Movimiento Popular Democrático
El Movimiento Popular Democrático («Moviment Popular Democràtic», MPD) és un partit polític de l'Equador sorgit com a moviment polític del Partido Comunista Marxista Leninista del Ecuador (PCMLE). Es va crear el 1978 durant el segon congrés nacional del PCMLE, amb la intenció de formar una organització política que permetés canalitzar electoralment les tendències marxistes del país.
Els seus principals fronts són: 
- Front sindical, amb la Unión General de Trabajadores de Ecuador (UGTE)
- Front indígena, amb la Federación Ecuatoriana de Indígenas
- Front estudiantil, amb la Federación de Estudiantes de Secundaria
- Front universitari, amb la Federación de Estudiantes Universitarios i dins d'ella el Movimiento de Izquierda Universitaria
- Front de mestres i ensenyants, amb la Unión Nacional de Enseñantes

Té, a més a més, una organización juvenil anomenada Juventud Revolucionaria de Ecuador.
Aquestes organitzacions vinculades al PCMLE, junt amb la Central Unitaria de Comerciantes Minoristas y Trabajadores Autónomos del Ecuador (CUCOMITAE), Unión de Campesinos de Ecuador (UCAE), Federación Unitaria Nacional del Seguro Social Campesino, Confederación de Mujeres Ecuatorianas por el Cambio - CONFEMEC, Confederación Ecuatoriana de Organizaciones Sindicales Libres (CEOSL), Asociación Latinoamericana de Derechos Humanos (ALDHU), FDSE, Federación Nacional de Asociaciones Judiciales del Ecuador (FENAJE), Central Ecuatoriana de Organizaciones Clasistas (CEDOC), Juventudes Negras del Ecuador y FUT-Frente Unitario de Trabajadores i algunes altres (sindicals, indígenes, jubilats....) formen l'anomenat Frente Popular.

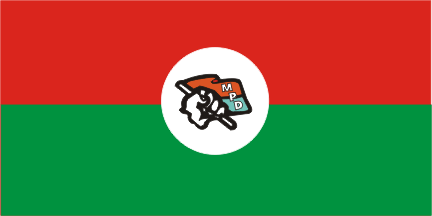
Movimiento Democrático Popular
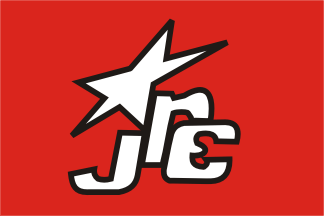
Juventud Revolucionaria de Ecuador
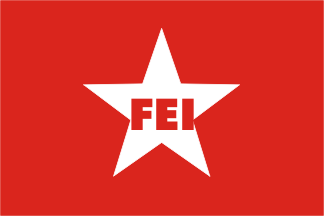
Federación Ecuatoriana de Indígenas
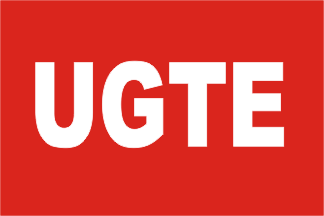
Unión General de Trabajadores de Ecuador (UGTE)
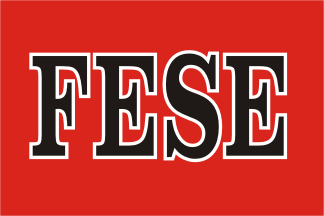
Federación de Estudiantes de Secundaria de Ecuador
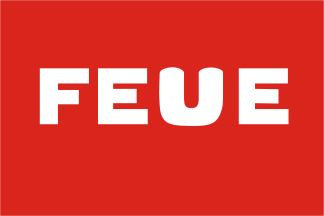
Federación de Estudiantes Universitarios
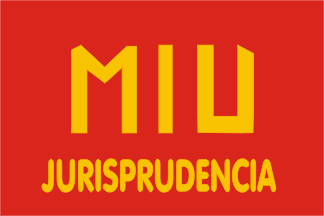
Movimiento de Izquierda Universitaria
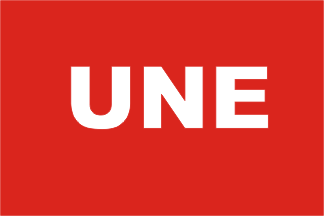
Unión Nacional de Enseñantes
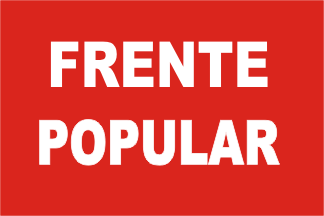
Frente Popular